# Idaja (córka Dardanosa)
Idaja (także Idaea; gr. Ἰδαἰα Idaia, łac. Idaea, Ida ‘Pochodząca z Idy’, ‘Mieszkająca na Idzie’) –  w mitologii greckiej królowa Tracji.
Uchodziła za córkę Dardanosa. Była drugą żoną Fineusa. Oskarżyła niesłusznie jego synów z pierwszego małżeństwa o zniewagę.